# Keep On Running (chanson de Stevie Wonder)
Pour les articles homonymes, voir Keep On Running.
Singles de Stevie Wonder
Superwoman (Where Were You When I Needed You)
(1972) Superstition
(1972)
Keep on Running est une chanson de l'auteur-compositeur-interprète Stevie Wonder sortie en 1972 sur son album Music of My Mind dont elle sera le dernier single extrait.

## Contexte
Stevie Wonder enregistre la chanson sur le synthétiseur TONTO, aidé de Malcolm Cecil (en) et Robert Margouleff (en) qui prendront en charge les arrangements du morceau. Keep on Running est considérée comme l'une des chansons les plus up-tempo de l'album Music of My Mind, dans un style "funk-rock à la sauce Sly Stone", posant les bases de ses plus grands succès funk populaires à venir (Superstition ou Higher Ground) et l'utilisation du clavinet.
La chanson est diffusée le 3 mars 1972 sur l'album Music of My Mind puis en single le 8 août 1972 chez Tamla (référence T-54223).
Il s'accompagne en face B du titre Evil, lui aussi issu du même album. Evil est l'une des chansons écrites le plus rapidement par Stevie Wonder. Il raconte : "J'ai créé Evil en studio le lendemain du Memorial Day. Cela m'a pris entre trois et quatre heures pour la composer, l'enregistrer et l'arranger". Avec des paroles d'Yvonne Wright, le thème de la chanson est l'aveuglement spirituel, sujet qu'il aborde régulièrement en interview mais seul titre ouvertement religieux sur l'album.

### Analyse
Selon James E. Perone, Keep on Running montre un rôle inhabituel pour Wonder, celui d'un personnage exagérément machiste, que l'on trouvera bien plus tard dans les chansons rap.
L'absence d'un réel succès dans les classements (l'un des singles les moins vendus de sa carrière) s'expliquerait par deux raisons : ce personnage est trop éloigné de son jeune public blanc qui n'a majoritairement qu'une vision réductrice de l'homme noir du 19e siècle, et pour son public noir, le thème de l'homme macho ne colle pas aux textes que Wonder a l'habitude de proposer jusqu'alors. Perone en vient à la considérer comme une chanson qui semble avoir été écrite pour un autre artiste, tant le texte et l'interprétation ne concordent pas avec le chanteur populaire qu'est Stevie Wonder à cette époque.

### Crédits
- Stevie Wonder : chant, synthétiseur TONTO (en), production
- Malcolm Cecil (en), Robert Margouleff (en) : arrangements et production[4]

## Formats
| Keep on Running - 45 tours - Tamla Records - réf. T 54223 | Keep on Running - 45 tours - Tamla Records - réf. T 54223 | Keep on Running - 45 tours - Tamla Records - réf. T 54223 | Keep on Running - 45 tours - Tamla Records - réf. T 54223 | Keep on Running - 45 tours - Tamla Records - réf. T 54223 | Keep on Running - 45 tours - Tamla Records - réf. T 54223 | Keep on Running - 45 tours - Tamla Records - réf. T 54223 | Keep on Running - 45 tours - Tamla Records - réf. T 54223 | Keep on Running - 45 tours - Tamla Records - réf. T 54223 | Keep on Running - 45 tours - Tamla Records - réf. T 54223 |
| No                                                        | Titre                                                     | Auteur                                                    | Durée                                                     |                                                           |                                                           |                                                           |                                                           |                                                           |                                                           |
| --------------------------------------------------------- | --------------------------------------------------------- | --------------------------------------------------------- | --------------------------------------------------------- | --------------------------------------------------------- | --------------------------------------------------------- | --------------------------------------------------------- | --------------------------------------------------------- | --------------------------------------------------------- | --------------------------------------------------------- |
| 1.                                                        | Keep on Running                                           | Stevie Wonder                                             | 3:14                                                      |                                                           |                                                           |                                                           |                                                           |                                                           |                                                           |
| 2.                                                        | Evil                                                      | Wonder, Yvonne Wright                                     | 3:35                                                      |                                                           |                                                           |                                                           |                                                           |                                                           |                                                           |
| 6:49                                                      |                                                           |                                                           |                                                           |                                                           |                                                           |                                                           |                                                           |                                                           |                                                           |

Dans la version allemande du single, le titre Evil est crédité à Pete Way (sans raison).

## Classements
| Classement (1972)              | Meilleure position |
| ------------------------------ | ------------------ |
| États-Unis (Billboard Hot 100) | 90                 |
| États-Unis (R&B Singles)       | 36                 |

## Reprises
Informations issues de SecondHandSongs,, sauf mention contraire.

### Keep on Running
- Snafu (en), sur All Funked Up (en) (1975)

### Evil
- Lou Rawls, sur A Man of Value (1972)
- Stanley Turrentine, sur Pieces of Dreams (en) (1974)[7]
- Bill Ware (en), sur Wonder Full - The Music of Stevie Wonder (2008)
- Aga Zaryan (en), sur High & Low (2018)